# Азалиты
Азали́ты — экзоним, название группы последователи Баба, которые считают Собх-и-Азаля его преемником. В то время как большинство баби в 1863 году признали Бахауллу, как Того, кого явит Бог, чьё пришествие предвещал Баб, это меньшинство последовало за Собх-и-Азалем, и впоследствии они стали известны как азалиты. Сами себя азалиты обычно называют народом Байана, а своё учение — верой Байани, то есть считают себя последователями Баба, в отличие от бахаи, которые утверждают, что писания Баба устарели, и новым пророком, пришедшим ему на смену, является Бахаулла.
Скрывая свою религиозную принадлежность, азалиты эффективно интегрировались в исламское общество. В отличие от практики невмешательства в политику, принятой в вере бахаи, азалиты имели интерес к политической деятельности, и многие видные деятели выступали публично в качестве интеллектуалов, писателей, художников, исследователей и религиозных реформаторов. С уходом из жизни азалитов, принимавших активное участие в Конституционной революции, в общине начался период упадка, от которого она так и не оправилась, и за короткий период времени утратила своё влияния.
По данным на конец XX — начало XXI веков, в мире насчитывается не более нескольких тысяч азалитов.